# Jean-Claude Camredon
 (janvier 2011).
Si vous disposez d'ouvrages ou d'articles de référence ou si vous connaissez des sites web de qualité traitant du thème abordé ici, merci de compléter l'article en donnant les références utiles à sa vérifiabilité et en les liant à la section « Notes et références ».
Jean-Claude Camredon, né le 9 avril 1933 à Neuilly-sur-Seine et mort le 4 mars 2016 à Issy-les-Moulineaux, est un scénariste français. Il est à l'origine de la série télévisée française Schulmeister, l'espion de l'empereur ainsi que de deux autres films français et un livre.

## Biographie

### SérieSchulmeister, l'espion de l'empereur
Jean-Claude Camredon ne commence pas comme scénariste mais comme comptable à l'INSERM. En 1961, alors qu'il lit un article de Historia sur Schulmeister, un espion français lors des guerres napoléonienne, Il s'imagine une série télévisée se centrant sur ce personnage pendant plusieurs aventures. Sous conseil d'un ami, il présente ses idées a l'ORTF. Après 6 mois d'attente, Pathé fait une proposition pour l'achat des droits de la série à Jean-Claude Camredon afin de commencer la nouvelle série :Schulmeister, l'espion de l'empereur. Il est alors mis en contact avec André-Paul Antoine pour l'écriture des scénarios de la  première série. À la suite du succès de la première série, Jean-Claude Camredon décide alors d’écrire les scénarios de la 2e saison de la série.

### FilmPour tout l'or du Transvaal
Il se fait remarquer lors du succès de la série Schulmeister, l'espion de l'empereur. En 1965, on lui propose la lecture d'un scénario venant d'Afrique du Sud. Ce scénario ne lui convient pas mais lui donne envie d’écrire un scénario sur la guerre des Boers. Il débute alors l’écriture du film avec l'aide de Pierre Nivolet en 1966. Leur film Pour tout l'or du Transvaal sortira 2 ans plus tard.

### Filmles aventuriers du nouveau monde
En 1970, il est contacté par Telecip afin d’écrire un scénario pour une coproduction franco-canadienne. Il débute alors l’écriture du scénario sur deux aventuriers français au XVIIIe siècle. À l'aide de Didier Decoin, ils finalisent le scénario de leur film : les aventuriers du nouveau monde.

### Projets non aboutis
En 1975, une société allemande lui confie l'adaptation d'un film allemand sur les guerres de religion au XVIIe siècle. Toujours comptable pour l'INSERM, il ne peut se permettre de se lancer sur un projet aussi vaste.
En 1980, il écrit en collaboration avec François Boyer une série sur le restaurant Maxim's entre 1900 et aujourd'hui. Par manque de d'aide de boites de production, le projet est arrêté.

### Projets pour l'avenir
En 2002, à la retraite, il se consacre sur un nouveau projet : l’écriture d'un scénario d'une histoire de 3 criminels pendant l'occupation en 1941 dont le titre serait Votre occupation favorite ? L'occupation Allemande.